# Itueta
Itueta là một đô thị thuộc bang Minas Gerais, Brasil. Đô thị này có diện tích 454,918 km², dân số năm 2007 là 5830 người, mật độ 11,1 người/km².